# Liste der Monuments historiques in Prâlon
Die Liste der Monuments historiques in Prâlon führt die Monuments historiques in der französischen Gemeinde Prâlon auf.

## Liste der Immobilien
| Bezeichnung | Beschreibung                               | Standort                 | Kennzeichnung | Schutzstatus | Datum | Bild |
| ----------- | ------------------------------------------ | ------------------------ | ------------- | ------------ | ----- | ---- |
| Grenzstein  | aus der ersten Hälfte des 17. Jahrhunderts | südlich des Ortes (Lage) | PA00112598    | Classé       | 1919  |      |

## Liste der Objekte
| Bezeichnung                                       | Beschreibung                                                      | Standort                                     | Kennzeichnung | Schutzstatus | Datum | Bild |
| ------------------------------------------------- | ----------------------------------------------------------------- | -------------------------------------------- | ------------- | ------------ | ----- | ---- |
| Gemälde Anbetung der Hirten                       | Ölfarbe auf Eichenholz, bezeichnet 1548                           | in der Kirche Assomption-de-la-Vierge (Lage) | PM21001784    | Classé       | 1913  |      |
| Relief Christi Geburt                             | Kalkstein, farbig gefasst, Ende des 15. Jahrhunderts              | in der Kirche Assomption-de-la-Vierge (Lage) | PM21001793    | Classé       | 1960  |      |
| Gemälde Verherrlichung Mariens                    | Ölfarbe auf Leinwand, erste Hälfte des 17. Jahrhunderts           | in der Kirche Assomption-de-la-Vierge (Lage) | PM21001794    | Classé       | 1962  |      |
| Skulptur Heiliger Bernhard                        | Kalkstein, erste Hälfte des 16. Jahrhunderts                      | in der Kirche Assomption-de-la-Vierge (Lage) | PM21001795    | Classé       | 1919  |      |
| Wappenstein                                       | Wappen von Charlotte de Bussy-Rabutin; Kalkstein, bezeichnet 1729 | in der Kirche Assomption-de-la-Vierge (Lage) | PM21001796    | Classé       | 1961  |      |
| Grabstein für Jehan de Chaudenay                  | Kalkstein, bezeichnet 1310                                        | in der Kirche Assomption-de-la-Vierge (Lage) | PM21001785    | Classé       | 1913  |      |
| Grabstein für Luquotte de la Perrière             | Kalkstein, bezeichnet 1316                                        | in der Kirche Assomption-de-la-Vierge (Lage) | PM21001786    | Classé       | 1913  |      |
| Grabstein für Judith-Jeanne d’Agey                | Kalkstein, bezeichnet 1673                                        | in der Kirche Assomption-de-la-Vierge (Lage) | PM21001787    | Classé       | 1913  |      |
| Grabstein für Jacqueline de Fontette              | Kalkstein, bezeichnet 1711                                        | in der Kirche Assomption-de-la-Vierge (Lage) | PM21001788    | Classé       | 1913  |      |
| Grabstein für Marguerite d’Oigny                  | Kalkstein, bezeichnet 1328                                        | in der Kirche Assomption-de-la-Vierge (Lage) | PM21001789    | Classé       | 1913  |      |
| Grabstein für Isabeau de Proingy                  | Kalkstein, bezeichnet 1337                                        | in der Kirche Assomption-de-la-Vierge (Lage) | PM21001790    | Classé       | 1914  |      |
| Grabstein für Claude de Riollet und seine Familie | Kalkstein, bezeichnet 1713                                        | in der Kirche Assomption-de-la-Vierge (Lage) | PM21001791    | Classé       | 1914  |      |
| Grabstein für Anne de Boton                       | Kalkstein, bezeichnet 1543                                        | in der Kirche Assomption-de-la-Vierge (Lage) | PM21001792    | Classé       | 1931  |      |